# Eupithecia assectata
Eupithecia assectata is een vlinder uit de familie van de spanners (Geometridae). De wetenschappelijke naam van de soort is voor het eerst geldig gepubliceerd in 1903 door Dietze.
De soort komt voor in de berggebieden van Centraal-Azië.